# Dispute Board
Dispute Boards sind Verfahren zur Streitvermeidung und -erledigung, die vor allem bei Bau- und Anlagenbauprojekten zum Einsatz kommen. Unter Dispute Boards werden sowohl Dispute Review Boards (DRB) als auch Dispute Adjudication Boards (DAB) verstanden, die ihrerseits auch die Adjudikation (siehe auch: Adjudication) umfassen. Das Gremium (Board) besteht zumeist aus einem oder drei Experten.
Dispute Boards können projektbegleitend verwendet werden, indem das Gremium bereits bei Vertragserstellung gebildet werden und während der gesamten Vertragsdauer bestehen bleibt. Im Falle von Streitigkeiten und Differenzen zwischen den Vertragsparteien stehen sie den Parteien auf Wunsch mit Empfehlungen und Entscheidungen zur Seite, um eine rasche Erledigung der Streitigkeit sicherzustellen und eine Zerrüttung der Geschäftsbeziehungen zu vermeiden.

## Konzept
Anders als der beratende Ingenieur (Consulting Engineer) wird das Dispute Board von den Projektbeteiligten gemeinsam eingesetzt und ist nicht mit der sonstigen Vertragsadministration betraut, sondern einzig für das Streitmanagement zuständig. Als solches ist das Dispute Board berufen, Streitigkeiten der Projektbeteiligten im Projektverlauf zu ergründen, zu vermeiden und zu lösen. Die Durchführung eines Dispute-Board-Verfahrens vereinbaren die Parteien des Projektvertrages in der Regel bereits bei dessen Abschluss.
Das Dispute Board besteht aus einem oder mehreren, zumeist drei Mitgliedern, die über besondere Erfahrung und Expertise auf dem Gebiet des betreffenden Projektes (z. B. Tunnelbau, Tiefbau) verfügen. Zwischen den einzelnen Mitgliedern des Dispute Boards und den Parteien des Projektvertrages wird ein Vertrag über die Rechte und Pflichten als Dispute-Board-Mitglied geschlossen. In diesem verpflichten sich die Mitglieder, fair und unparteiisch zu handeln.

## Entwicklung
Ihren Ursprung hat die Entwicklung von Dispute Boards in den USA. Dort wurden zunächst bei inländischen Infrastrukturprojekten wie Tunnel- oder Staudamm-Bauten Formen des vertraglichen Streitmanagements entwickelt, die heute als Dispute Review Board (DRB) bezeichnet werden. Ein erster Vorbote der Dispute Boards trat Mitte der 1960er Jahre im US-Bundesstaat Washington hervor. Erst später griff diese Entwicklung auf internationale Verträge über, in denen dann zunehmend die Form des Dispute Adjudication Board (DAB) zum Einsatz kam. Da die Beteiligten durchweg zufrieden mit dem DRB-Verfahren waren, stieg die Anzahl der eingesetzten Dispute Review Boards seit den 1980er Jahren im US-amerikanischen Bausektor kontinuierlich an.
International fanden Dispute Boards anfänglich wenig Anklang. Den ersten Einsatz außerhalb der USA fand ein Dispute Review Board bei einem Projekt in Honduras in den 1980er Jahren, das teilweise von der Weltbank finanziert wurde. Seit der Aufnahme von Dispute Adjudication Boards in die Musterverträge der FIDIC und der Weltbank in den 1990er Jahren finden Dispute Boards inzwischen weltweit Verwendung.

## Erscheinungsformen

### Dispute Review Board (DRB)
Beim DRB-Verfahren wird den Parteien das Votum des DRB zunächst als unverbindliche Empfehlung vorgestellt. Die Parteien können entscheiden, ob sie der Empfehlung des DRB freiwillig folgen wollen. Innerhalb der DRB-Verfahren gibt es jedoch zwei Varianten, die sich darin unterscheiden, ob die Empfehlung stets unverbindlich bleibt oder ob sie nicht auch (zumindest vorläufig) verbindlich für die Parteien werden kann. In der ersten Variante, die vornehmlich bei DRBs nach US-amerikanischem Vorbild auftritt, ist und bleibt die Empfehlung für die Parteien unverbindlich. In der zweiten Variante, die sich unter internationalem Einfluss entwickelt hat, ist die Empfehlung eines DRB zwar zunächst unverbindlich. Sie kann jedoch (zumindest vorläufig) verbindlich werden, wenn sie nicht binnen einer bestimmten Ausschlussfrist von einer Partei angefochten wird. Lehnt eine Partei die Empfehlung des DRB ab, kann sie den Streit einem Schiedsgericht zur endgültigen Klärung vorlegen. Da der Widerspruch jeder Partei frei steht, beruht die Wirkung auch dieser Variante in der Praxis wie die der US-nationalen Variante eher auf dem konsensualen Ansatz und nicht auf ihrer rechtlichen Durchsetzungskraft, sondern insbesondere auf der fachlichen Überzeugungskraft der Empfehlung.

### Dispute Adjudication Board (DAB)
Anders als ein DRB trifft ein DAB eine Entscheidung und nicht eine bloße Empfehlung über die Streitfrage. Zwar kann auch diese Entscheidung von einer Partei vor einem (Schieds-)Gericht angegriffen werden. Im Gegensatz zur Empfehlung des DRB sind die Parteien aber zumindest bis zur endgültigen Entscheidung des Streits durch das Schiedsgericht an die DAB-Entscheidung gebunden. Die Entscheidung des DAB entfaltet damit eine zumindest vorläufige Bindungswirkung. Damit greift das DAB den Grundgedanken der Adjudikation auf, dass eine Streitigkeit zwischen den Parteien entschieden und nicht im Wege konsensualer Beilegung gelöst wird.